# Колосова, Евгения Ивановна
Евге́ния Ива́новна Ко́лосова (урождённая Неелова; (15 [26] декабря 1780 — 30 марта [11 апреля] 1869, Санкт-Петербург) — русская пантомимная танцовщица, балерина.

## Биография
Родилась в артистической семье. С детства выступала в музыкальных и драматических спектаклях; в 14 лет успешно дебютировала в балете Ж.-Ф. Рамо «Пигмалион». По окончании в 1799 г. Петербургского театрального училища (педагог — И. Вальберх) принята солисткой в Петербургскую казённую труппу.
Исполняла заглавные роли в балетах, поставленных её педагогом Вальберхом, а также балетмейстерами Ш. Ле Пиком, П. Шевалье, К. Дидло. Первая балерина, создавшая на русской балетной сцене образ своей современницы — Девушка («Новый Вертер» Титова), Василиса («Русские в Германии, или Следствие любви к отечеству» Париса). Одной из первых стала исполнять на балетной сцене русские танцы; одной из первых в России сменила пышный стилизованный костюм на античный хитон.
Успешно выступала также как драматическая актриса в драмах и комедиях. Оставила сцену в 1826 году.
Занималась педагогической деятельностью, среди её учениц — балерины М. И. Данилова, А. И. Истомина, А. А. Лихутина.
Была похоронена на Смоленском православном кладбище; в 1936 году останки были перенесён в Александро-Невскую лавру на Тихвинское кладбище — Некрополь мастеров искусств с установкой нового надгробия.

## Творчество
Танец Е. Колосовой отличался музыкальностью, пластичностью. В совершенстве владела искусством трагической пантомимы.
Роли в балетах
- «Рауль де Креки»
- «Федра»
- «Алцеста»
- «Тезей и Ариадна»
- «Венгерская хижина»
- «Ромео и Юлия» Штейбельта
- «Медея и Язон» Рудольфа
- «Федра и Ипполит» Кавоса и Турика.

Я более сорока лет следил за танцевальным искусством, много видел приезжающих в Россию известных балетных артистов, но ни в одном не видал подобного таланта, каким обладала Евгения Ивановна Колосова 1-я, танцовщица петербургского театра. Каждое движение её лица, каждый жест так были натуральны и понятны, что решительно заменяли для зрителя речи.— Адам Глушковский

## Семья
Отец — Иван Дмитриевич Неелов (1746—1810), танцор 3-го амплуа (фигурант) балетной труппы Петербургских Императорских театров при Екатерине II.
Муж — Михаил Петрович Колосов, музыкант в оркестре Императорских театров.
- дочь — Александра (1802—1880), драматическая актриса; с 1827 года замужем за актёром Василием Каратыгиным (1802—1853).

Племянники (дети сестры):
- Николай Дюр (1807—1839), артист;
- Любовь Дюрова (1805—1828), актриса.